# Kułakowce
Kułakowce (ukr. Кулаківці) – wieś na Ukrainie w rejonie czortkowskim należącym do obwodu tarnopolskiego.
W II Rzeczypospolitej wieś w powiecie zaleszczyckim województwa tarnopolskiego. W latach 1943–1945 nacjonaliści ukraińscy zamordowali tutaj 80 Polaków. Większość ofiar zginęła 15 stycznia 1945 r., kiedy to bojówki OUN-UPA otoczyły wieś, rabując i paląc wszystkie polskie gospodarstwa.

## Zabytki
- Zamek w Kułakowcach, wybudowany w XVII w.[3]